# Fargesia grossa
Fargesia grossa är en gräsart som beskrevs av Tong Pei Yi. Fargesia grossa ingår i släktet bergbambusläktet, och familjen gräs. Inga underarter finns listade i Catalogue of Life.